# 16ch.net
16ch.net（じゅうろくチャンネル ドット ネット）は電子掲示板・2ちゃんねるを模して作った匿名掲示板である。

## 概要
元々は、教育ネットワークである室蘭市教育ネットワーク内の小中高生向けのスレッド式掲示板及び給食用の掲示板で構成されていたが、諸般の事情と室蘭の「2ちゃんねる」をつくろうという、地元有志が結集し、"2ch.bufuu.mnw.jpドメイン"で運用したのが、始まりである。開設は2003年12月頃、当初の名称は「北海道2ch型BBS」。
その後、"www.16ch.net/muroran/"会議室@室蘭市で、地元室蘭市役所の掲示板や「新むろらんちゃんねる」などで、管理人の行動に、非難が集中したとされ、その後ドメインを2ch.bufuu.mnw.jpから16ch.netに変更したのが、経緯であるとされる。
2007年5月頃閉鎖。現在16ch.netへアクセスしたら別サイトで、エラー 524が表示される。閉鎖を告げる2007年5月24日のページには、運営など疲れたということしか書いていない。

## 運用形式
現在は、47都道府県版があり、基本的に"都道府県名.16ch.net/main"の形で運用されている。
- 東京の場合 tokyo.16ch.net/main/
- 青森の場合 aomori.16ch.net/main/

例外的に、北海道は地方によって、"www.16ch.net/市町村名を模した英字"で表記されている。
- 室蘭市の場合 www.16ch.net/muroran/
- 札幌市の場合 www.16ch.net/ishisapporo/

また、総合窓口、ITの活用、激論コーナ、教育、遊びコーナ、趣味、ホビー・趣味などには詳細スレッドが有り活発な議論がされている。
管理人は、複数いるようである。whoisを参照する限りでは、オーストラリア住在のシステムエンジニアがドメイン管理人である。

## サーバ環境
OSは一貫して、Vine Linux、Apacheである。ちなみに、管理人の発言（過去ログ）からは「VineLinuxが一番安定し保守がしやすく、安定している」からとしている。また、管理人の発言からマイクロソフトのOSやソフトウェアを批判しており、Windows版では「ウ井印度豆@できれば消去したいが、しょうがない」と発言している。データセンタは、Bフレッツで運用しており、NTTのBフレッツの保守が始まると停止する。バックボーン回線は、So-net及びVectantである。